# موریس اوانس
موریس اوانس (انگلیسی: Maurice Evans؛ ۳ ژوئن ۱۹۰۱ – ۱۲ مارس ۱۹۸۹) یک هنرپیشه اهل بریتانیا بود. وی بین سال‌های ۱۹۲۶ تا ۱۹۸۳ میلادی فعالیت می‌کرد.
از فیلم‌ها یا برنامه‌های تلویزیونی که وی در آن نقش داشته است می‌توان به سیاره میمون‌ها، در زیر سیاره میمون‌ها، بچه رزماری، افسونگر، سردار جنگ، آندروکلس، مکبث و احمق اشاره کرد.